# Welttag der Migranten
Der Welttag der Migranten (auch Welttag des Migranten und Flüchtlings, Welttag der Migranten und Flüchtlinge) ist ein kirchlicher Gedenktag für Flüchtlinge und Migranten. Er wurde erstmals 1914 von Papst Benedikt XV. mit dem Dekret Ethnografica studia ausgerufen.
Der traditionelle Termin am dritten Sonntag im Januar wurde 2018 aus pastoralen Gründen auf den zweiten Septembersonntag verschoben. Seit 2019 findet der Welttag der Migranten am letzten Sonntag im September statt.

## Päpstliche Grußbotschaften zum Welttag der Migranten
Der Vatikan veröffentlicht jedes Jahr mit zeitlichem Abstand die Botschaft des Papstes zu diesem Tag.
Unter Papst Johannes Paul II.:
- 1991: (77) [Titel?], 21. August 1991
- 1992: (78) [Titel?]
- 1993: (79) [Titel?], 6. August 1993
- 1994: (80) [Titel?], 6. August 1993
- 1995: (81) [Titel?], 10. August 1994
- 1996: (82) Migranten ohne Aufenthaltsstatus, 25. Juli 1995
- 1997: (83) [Titel?], Castel Gandolfo, 21. August 1996
- 1998: (84) [Titel?], 9. November 1997
- 1999: (85) Pfarrgemeinden Stätten der Seelsorge und Mitverantwortung für Migranten, 2. Februar 1999
- 2000: (86) Befreiung und Beginn einer neuen Zeit der Brüderlichkeit und Solidarität, 21. November 1999
- 2001: (87) Seelsorge für die Migranten – Ein Weg zur Erfüllung der Sendung der Kirche in unserer Zeit, 2. Februar 2001
- 2002: (88) Migration und interreligiöser Dialog, Castel Gandolfo, 25. Juli 2001
- 2003: (89) Für einen Einsatz zur Überwindung jeder Art von Rassismus, Fremdenfeindlichkeit und übertriebenem Nationalismus, 24. Oktober 2002
- 2004: (90) Migrationen im Blick auf den Frieden, 15. Dezember 2003
- 2005: (91) Integration zwischen den Kulturen, 24. November 2004

Unter Papst Benedikt XVI.:
- 2006: (92) Migration: ein Zeichen der Zeit, 18. Oktober 2006
- 2007: (93) Die Migrantenfamilie, 18. Oktober 2006
- 2008: (94) Der junge Migrant, 18. Oktober 2007
- 2009: (95) Der Heilige Paulus Migrant, Völker-Apostel, 24. August 2008
- 2010: (96) Die minderjährigen Migranten und Flüchtlinge, 16. Oktober 2009
- 2011: (97) Eine einzige Menschheitsfamilie, 27. September 2010
- 2012: (98) Migrationen und Neuevangelisierung, 21. September 2011
- 2013: (99) Migration – Pilgerweg des Glaubens und der Hoffnung, 12. Oktober 2012

Unter Papst Franziskus:
- 2014: (100) Migranten und Flüchtlinge: unterwegs zu einer besseren Welt, 5. August 2013
- 2015: (101) Kirche ohne Grenzen, Mutter aller, 3. September 2014
- 2016: (102) Migranten und Flüchtlinge sind eine Herausforderung. Antwort gibt das Evangelium der Barmherzigkeit, 12. September 2015
- 2017: (103) Minderjährige Migranten – verletzlich und ohne Stimme, 8. September 2016
- 2018: (104) Die Migranten und Flüchtlinge aufnehmen, beschützen, fördern und integrieren, 15. August 2017
- 2019: (105) Es geht nicht nur um Migranten, 30. April 2019
- 2020: (106) Zur Flucht gezwungen wie Jesus Christus
- 2021: (107) Auf dem Weg zu einem immer größeren Wir, 3. Mai 2021
- 2022: (108) Mit den Migranten und Flüchtlingen die Zukunft gestalten, 9. Mai 2022
- 2023: (109) Frei in der Entscheidung auszuwandern oder zu bleiben, 11. Mai 2023
- 2024: (110) Gott ist mit seinem Volk unterwegs, 24. Mai 2024
- 2025: (111) Migranten, Missionare der Hoffnung, Bekanntgabe des Mottos am 3. März 2025

## Verwandte Gedenktage
Zu den thematisch verwandten, aber nicht von der katholischen Kirche eingerichteten Gedenktagen zählen der von den Vereinten Nationen eingerichtete Weltflüchtlingstag sowie weitere nur in Deutschland abgehaltene Gedenktage: der Tag des Flüchtlings im Rahmen der Interkulturellen Woche Ende September sowie ab 2015 der Gedenktag für die Opfer von Flucht und Vertreibung, der zusammen mit dem Weltflüchtlingstag am 20. Juni stattfindet.
Zu den Gedenktagen der katholischen Kirche zu anderen Themen zählen u. a. der Welttag der Kranken und der Welttag der sozialen Kommunikationsmittel.